# 鈴木翔太
鈴木 翔太（すずき しょうた、1995年6月16日 - ）は、静岡県浜北市（現・浜松市浜名区）出身の元プロ野球選手（投手）。右投右打。

## 経歴

### プロ入り前
小学1年から野球を始める。当初は遊撃手で、5年時に投手に転向。北浜東部中学校時代には浜松シニアに所属し、3年夏に県大会準優勝を経験した。
聖隷クリストファー高等学校に進学し、1年夏からベンチ入り。2年夏にはチームを初めての県大会ベスト4に導く活躍を見せた。3年夏の静岡県大会では常葉大橘の髙橋遥人、静岡高校の水野匡貴と共に大会ビッグ3とも呼ばれたが、菊川南陵高校に敗れてベスト8に終わり、甲子園出場はならなかった。
2013年のプロ野球ドラフト会議で、中日ドラゴンズからドラフト1巡目で指名。松井裕樹への重複指名抽選によって交渉権を逃した末の再指名ながら、契約金8000万円、年俸720万円（金額は推定）という条件で入団に至った。聖隷クリストファー高校の出身者としては初めてのプロ野球選手で、背番号は18。

### 中日時代
2014年には、対埼玉西武ライオンズ戦の8回表に、救援投手として一軍公式戦にデビュー。秋山翔吾のソロ本塁打で1点を失ったが、1イニングを投げて2つの三振を奪った。以降も、一軍公式戦4試合に登板。勝敗は付かず、通算防御率は4.50だった。ウエスタン・リーグの公式戦では、16試合の登板で2勝4敗、防御率4.74を記録している。
2015年には、3月20日に、阪神タイガースとのウエスタン・リーグ開幕戦（阪神鳴尾浜球場）で先発登板。しかし、6回裏に打球が左膝を直撃したため、緊急降板を余儀なくされた。7月4日には、対読売ジャイアンツ戦（ナゴヤドーム）でシーズン初の一軍公式戦登板。一軍では自身初の先発マウンドでもあったが、3点を失って4回表無死で降板した。結局、一軍公式戦全体では2試合に登板。勝敗は付かず、防御率も6.75にとどまった。ウエスタン・リーグの公式戦には、通算で12試合へ登板。防御率3.45を記録しながら、1勝6敗と負け越した。
2016年には、一軍の先発ローテーションへ入ることを期待されながら、春季キャンプの直後から胸椎のヘルニア、左脇腹痛、右肩痛を相次いで発症。その影響で一軍公式戦への登板機会がなく、ウエスタン・リーグ公式戦でも3試合に登板しただけでシーズンを終えた。シーズン終了直後の契約交渉では、翌2017年の年俸に対して、NPBの野球協約で定められた減額率の上限（年俸1億円未満の選手では25%）を適用することを球団から通告。結局、推定年俸450万円で契約を更改した。なお、更改の後には、台湾で開かれたアジア・ウィンター・リーグにNPBウエスタン・リーグ選抜チームの一員として参加。リーグ戦5試合に登板すると、通算の投球回数（19イニング）とほぼ同数（18）の三振を奪った。NPBイースタン・リーグ選抜との決勝戦（12月18日）では、先発投手として5回を無失点で凌ぐとともに、9奪三振を記録。この好投でチームを優勝へ導いたことから、決勝戦のMVPに選ばれている。
2017年には、4月28日の対阪神戦（阪神甲子園球場）で、救援投手として2年ぶりに一軍公式戦へ登板。5月2日の対広島東洋カープ戦（マツダスタジアム）で2年ぶりに先発登板したが、自責点1ながら4点を失って5回裏二死で降板した末に一軍での初黒星を喫した。1週間後（5月9日）の対横浜DeNAベイスターズ戦（岐阜長良川球場）にも先発すると、6回9三振で一軍初勝利を挙げた。
2018年には、血行障害もあり登板は2試合に終わった。シーズン終了後には松坂大輔と背番号を交換する形で18から99に変更した。11月には血行障害の手術を受けた。
2019年、2020年と2年連続で一軍での登板機会なし。2020年11月3日、球団より戦力外通告を受けた。戦力外通告を覚悟していた一方で、2020年の最後の1か月は思い切って投げられたといい、自己最速を更新する球速150km/hを記録したように術後では最も良い状態だったことから現役続行を希望し、トライアウト受験を表明した。

### 阪神時代
12月に阪神タイガースが獲得へ向けて調査を進めていることが報道され、同7日に行われたトライアウトには不参加。12月8日、阪神が育成選手として獲得することが発表された。15日に正式契約を結び、背番号は123となった。
2021年、春季キャンプでは育成選手ながら一軍キャンプに抜擢された。しかし、キャンプ終盤に左脇腹筋挫傷で離脱し、支配下登録はならず二軍スタートとなった。順調に故障から回復し、5月8日のソフトバンクとのウエスタン・リーグ公式戦（阪神鳴尾浜球場）で実戦復帰かつ移籍後初の公式戦登板を果たす。黒瀬健太に本塁打を打たれるも、直球は最速146km/hを記録した。二軍で20試合に登板し、3勝2敗1セーブ、防御率1.73の成績を残したが、支配下登録されないまま、10月5日に球団より戦力外通告を受けた。
12月8日、Instagramで現役引退を表明した。

### 現役引退後
引退後の方針のひとつとしてプロゴルファーを考え、引退後の挨拶回りでは女子プロゴルフの高崎奈央子からゴルフへ誘われる。2022年6月、正式にプロゴルファーへの転身を発表。鈴木と同じくプロ野球選手を経てプロゴルファーとなった高岸佳宏の教えのもと、活動していた。
2024年からはゴルフに区切りをつけ、古巣の中日ドラゴンズに打撃投手として復帰した。25年途中から一軍の先乗りスコアラーとして活動。

## 選手としての特徴・人物
右肘を柔らかく使った球持ちの良いフォームから投じる最速150km/hのストレートが持ち味。糸を引くような軌道で、球速以上に速く見えることから、中日のチームメイトである吉見一起からは「品のあるストレート」と評価されている。ボールカウントを稼ぐ時や、勝負を付けたい時には積極的にフォーク、チェンジアップ、スライダー、カーブを併用する。
2013年のドラフト会議で中日が鈴木を1巡目で指名した背景には、当時一軍監督に就任したばかりの谷繁元信が、鈴木の投球フォームを映した動画を見たことがきっかけとされる。鈴木自身は、前述したように入団してから故障が相次いだため、2016年のシーズン後半からフォームの改造に着手。インステップ気味に踏み出していた左足を捕手に向けたり、投球の際の歩幅を7歩半から6歩半に狭めたりすることで、ボールを上から叩き付けるようなフォームを身に付けた。
一方で与四死球が多いことをはじめ制球力が課題であり、当時の監督である森繁和は「（素晴らしい投球をする）良い鈴木君」と「（突如として制球を乱す）知らない鈴木君」の2人がいる、と評している。
現役のプロ野球選手では珍しく、グラブ、革手袋、スパイクとも、三共スポーツが展開する「シュアプレイ」ブランドの製品を使用していた。
本人曰く、「高校では練習時間が遅くて、ほとんどテレビを見ていないので、自分と同じ世代の女性アイドルが全く分からない」とのこと。好きな女性芸能人は松嶋菜々子で、「中学生の時に『救命病棟24時』（松嶋が主演していたフジテレビ制作の連続ドラマシリーズ）を見ていたから」という。
綺麗好きである。プロ入り後、登板前には寮の自室清掃を欠かさず行っていた。
プロ入りに際して仮契約直後に、その会場となった浜松市内のホテルにて、地元・浜松に本社を置くスズキの鈴木修会長に偶然の対面を果たし、同郷であり同姓ということもあり、以来「浜松のスズキ」として応援を受ける。
2017年の春季キャンプ前には、自主トレーニングで滞在していたオーストラリアで、共通の知人を介して対面した二代目桂ざこばと意気投合。初対面からの4日間で3回も夕食を共にしたり、この年の一軍初勝利の直後にざこばが祝福のメッセージを送ったりするほど、親しい間柄になった。

## 詳細情報

### 年度別投手成績
| 年 度     | 球 団     | 登 板 | 先 発 | 完 投 | 完 封 | 無 四 球 | 勝 利 | 敗 戦 | セ 丨 ブ | ホ 丨 ル ド | 勝 率 | 打 者 | 投 球 回 | 被 安 打 | 被 本 塁 打 | 与 四 球 | 敬 遠 | 与 死 球 | 奪 三 振 | 暴 投 | ボ 丨 ク | 失 点 | 自 責 点 | 防 御 率 | W H I P |
| --------- | --------- | ----- | ----- | ----- | ----- | -------- | ----- | ----- | -------- | ----------- | ----- | ----- | -------- | -------- | ----------- | -------- | ----- | -------- | -------- | ----- | -------- | ----- | -------- | -------- | ------- |
| 2014      | 中日      | 5     | 0     | 0     | 0     | 0        | 0     | 0     | 0        | 0           | ----  | 26    | 6.0      | 5        | 3           | 1        | 0     | 1        | 8        | 0     | 0        | 3     | 3        | 4.50     | 1.00    |
| 2015      | 中日      | 2     | 1     | 0     | 0     | 0        | 0     | 0     | 0        | 0           | ----  | 20    | 4.0      | 6        | 0           | 3        | 0     | 0        | 2        | 0     | 0        | 3     | 3        | 6.75     | 2.25    |
| 2017      | 中日      | 15    | 12    | 0     | 0     | 0        | 5     | 5     | 0        | 0           | .500  | 311   | 69.0     | 66       | 5           | 42       | 0     | 5        | 51       | 2     | 0        | 39    | 32       | 4.17     | 1.57    |
| 2018      | 中日      | 2     | 2     | 0     | 0     | 0        | 0     | 0     | 0        | 0           | ----  | 44    | 8.2      | 11       | 1           | 6        | 0     | 2        | 3        | 1     | 0        | 5     | 5        | 5.19     | 1.96    |
| 通算：4年 | 通算：4年 | 24    | 15    | 0     | 0     | 0        | 5     | 5     | 0        | 0           | .500  | 401   | 87.2     | 88       | 9           | 52       | 0     | 8        | 64       | 3     | 0        | 50    | 43       | 4.41     | 1.56    |

### 年度別守備成績
| 年 度 | 球 団 | 投手  | 投手  | 投手  | 投手  | 投手  | 投手     |
| 年 度 | 球 団 | 試 合 | 刺 殺 | 補 殺 | 失 策 | 併 殺 | 守 備 率 |
| ----- | ----- | ----- | ----- | ----- | ----- | ----- | -------- |
| 2014  | 中日  | 5     | 0     | 0     | 0     | 0     | ----     |
| 2015  | 中日  | 2     | 0     | 1     | 0     | 0     | 1.000    |
| 2017  | 中日  | 15    | 3     | 11    | 0     | 1     | 1.000    |
| 2018  | 中日  | 2     | 0     | 2     | 0     | 0     | 1.000    |
| 通算  | 通算  | 24    | 3     | 14    | 0     | 1     | 1.000    |

### 記録
初記録
投手記録
- 初登板：2014年6月17日、対埼玉西武ライオンズ3回戦（浜松球場）、8回表に3番手で救援登板、1回1失点
- 初奪三振：同上、8回表に金子侑司から空振り三振
- 初先発登板：2015年7月4日、対読売ジャイアンツ13回戦（ナゴヤドーム）、3回0/3を3失点で勝敗つかず
- 初勝利・初先発勝利：2017年5月9日、対横浜DeNAベイスターズ7回戦（長良川球場）、5回2/3を2失点

打撃記録
- 初安打・初打点：2017年7月4日、対東京ヤクルトスワローズ11回戦（ナゴヤドーム）、5回裏に山中浩史から適時中安打

### 背番号
- 18（2014年 - 2018年）
- 99（2019年 - 2020年）
- 123（2021年、2024年 - ）

### 登場曲
- 「Yell」AAA（2017年 ‐ 2020年）
- 「扉」GReeeeN（2021年）